# 瓦萊麗·古塔
瓦萊麗·古塔（法語：Valérie Goutard，1967年5月20日—2016年10月25日），簡稱瓦兒（Val），法國雕塑家。在全球眾多的公共空間及畫廊皆能看見她的作品。

## 簡歷
2004年，瓦兒開始在亞洲定居。自此，她在泰國鑄造廠中探索傳統銅器的製作。同年4月，她首次在曼谷展出，而此畫廊就在2005年以後永久展示她的作品。
爾後，她陸續在各地嶄露頭角。2006年在香港、2008年在新加坡和法國、2009年到了中國和臺灣，而2010年又先後在不同國家舉辦個人展。其中，在參加了上海藝術博覽會2010年靜安國際雕塑，其名爲都市生活的巨大雕塑作品驚豔全場，使瓦爾成爲一位揚名國際的雕塑家。
瓦兒經常受邀在公共及私人場所創作不朽的作品，如：《茵萊湖平衡III》（Inle balance III）和在曼谷索菲特酒店的《城市集聚》（Urban Gathering）。在爪哇島歡樂劇院擴建中的一地產項目，新加坡索倫托住宅的《足跡II》（Footsteps II）和2014年在新北市時代廣場的《等待III》（Waiting III），以及2015年在新加坡最高住宅大樓中的《Inéquilibre》。同時，她也持續在亞洲和歐洲許多畫廊和展覽會上展出作品。
瓦兒在曼谷擁有自己的工作室和團隊。在團隊的專業協助下，其創作作品逐年累積並更趨純熟。
她在2015年贏得了法國僑民的 Art de Vivre 獎盃。
瓦兒於2016年10月25日在曼谷發生車禍意外，不幸身亡。

## 創作
瓦兒的創作很難明確地被定位在一特定的藝術領域。她創造了一種通氣式結構，傳達人類在不穩定的平衡點上，尚能找到屬於自己充滿活力與希望之處的態度。不論雕塑作品的規模大小，瓦兒總能喚起短暫的輕盈感並保有永恆的意象。她所雕塑的人物在弧形或者直線上建構出沒有開端和終點的想像，在圓形、橫樑與海岬上的人物則代表了他們對提升心靈自由的渴望。瓦兒的雕塑表現了藝術家內心的自我，創造出虛戰勝盈的人形。

## 技術
瓦兒運用銅表現她的雕塑。在創作一件雕塑作品時，她會先用物料塗裹在金屬結構上，一旦創作完成、做好模子後，就送到鑄造廠。一件作品依據大小及難易度不同，有時會需要二十個模子以上。就視覺呈現和氛圍營造而言，瓦兒選擇使用焊接技術。我們可以在許多作品中看到她用焊接的方式將人像附著於作品上，製造柔美的輕盈感。